# Král z Marvin Gardens
Král z Marvin Gardens (v anglickém originále The King of Marvin Gardens) je americký kriminální film z roku 1972. Režisérem filmu je Bob Rafelson. Hlavní role ve filmu ztvárnili Jack Nicholson, Bruce Dern, Ellen Burstyn, Julie Anne Robinson a Scatman Crothers.

## Obsazení
| Jack Nicholson      | David Staebler |
| Bruce Dern          | Jason Staebler |
| Ellen Burstyn       | Sally          |
| Julie Anne Robinson | Jessica        |
| Scatman Crothers    | Lewis          |
| Charles LaVine      | dědeček        |
| Arnold Williams     | Rosko          |
| John P. Ryan        | Surtees        |